# Beamud
Beamud è un comune spagnolo di 49 abitanti situato nella comunità autonoma di Castiglia-La Mancia.